# Época (Zeitschrift)
Die Zeitschrift Época (Epoche) ist ein wöchentlich erscheinendes brasilianisches Nachrichtenmagazin. Herausgeber ist die Editora Globo, ein in Rio de Janeiro ansässiges Verlagshaus, Teil des größten südamerikanischen Medienkonglommerates, Grupo Globo. Die Auflage der seit 1998 herausgegebenen Zeitschrift beträgt rund 420.000 (entspr. ANER – Associação Nacional de Editores de Revistas). Hauptkonkurrent ist das Magazin Veja der in São Paulo beheimateten Grupo Abril, dessen Auflage eine Million übersteigt

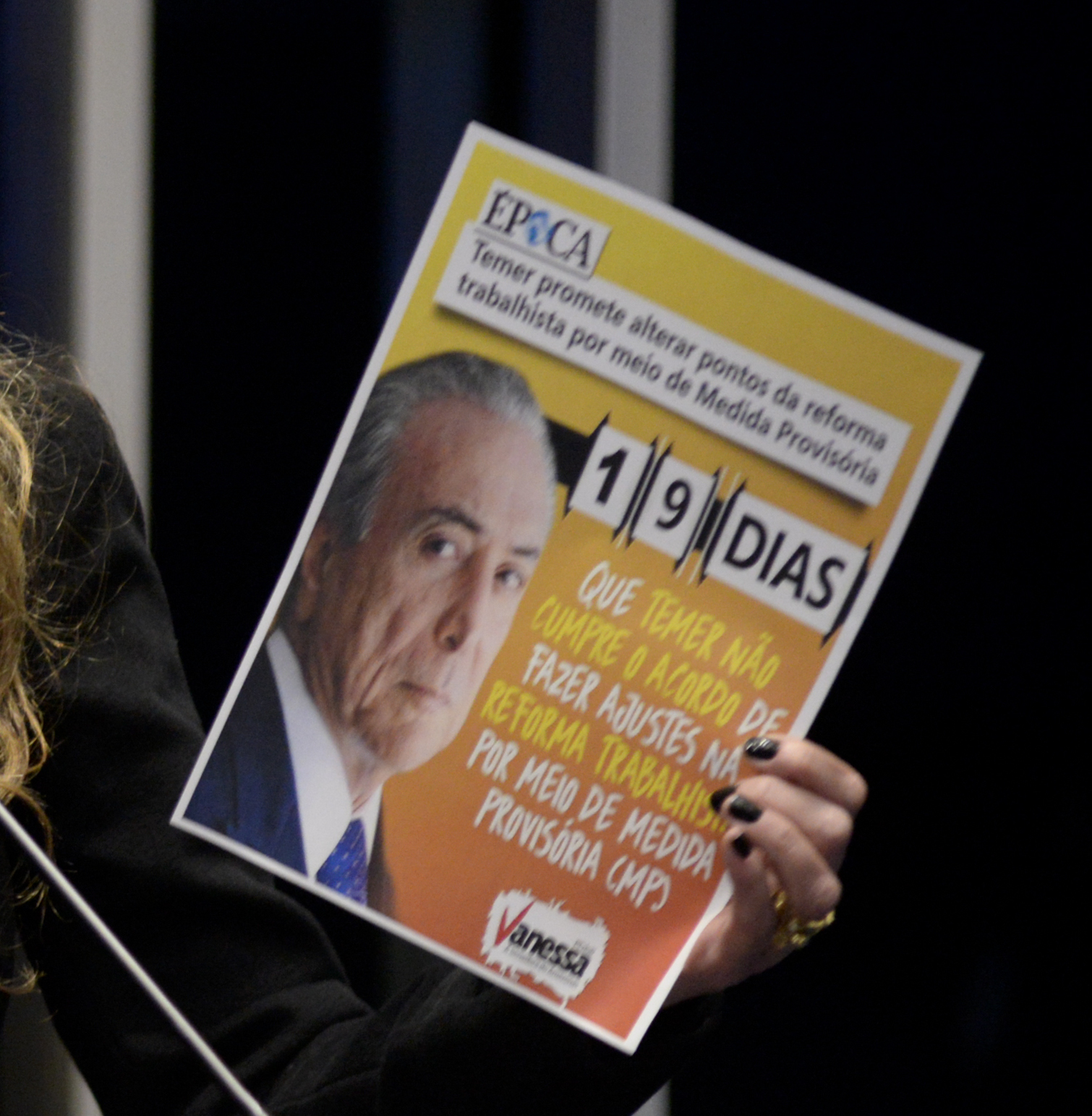
Cover des Magazins Época

Vom Erscheinungsbild kommt das brasilianische Magazin Época dem deutschen Pendant Focus sehr nahe. Insbesondere die Gestaltung der Titelseiten beider Magazine ähnelt einander sehr. Ebenso sind Aufmachung der Reportagen und das gesamte grafische Erscheinungsbild des Focus und der Época stark vergleichbar.
Época bringt neben dem politischen Tagesgeschehen Themen von Sport, Freizeit, Beruf, Gesundheit und Lebensstil bis hin zu Familie, Bildung, oder Reisen, und Notizen aus aller Welt. Zu einer solch hohen Bandbreite an Ressorts und Themen tragen eine große Reihe hauptberuflicher und freier Journalisten bei. Viele von ihnen haben teils beachtliche internationale Erfahrungen zu verbuchen und sind spezialisiert auf bestimmte Ressorts.
Ähnlich dem Magazin Focus Money gibt es auch in Brasilien eine solche Zeitschrift. Sie heißt Época Negócios (portug. negógicos ‚Verhandlungen‘, ‚Geschäftemachen‘). In ihrem Mittelpunkt stehen vor allem Themen, die den Bereich Finanzen betreffen. Weiter gibt es eine gelegentlich erscheinende Sonderveröffentlichung, Época São Paulo. Darin geht es vorwiegend um das Leben in der brasilianischen Metropole São Paulo, dortige Veranstaltungen, Stadtentwicklung und Zeitgeist sowie Betrachtungen und Empfehlungen hinsichtlich Kultur und Gastronomie.